# Захарищевы
 Захарищевы — поселок в Кировской области. Входит в состав муниципального образования «Город Киров»

## География
Расположена на расстоянии примерно 2 км по прямой на запад-юго-запад от железнодорожного вокзала станции Лянгасово.

## История
Известна с 1802 года как деревня города Хлынова Вознесенской церкви с 25 дворами, в 1905 здесь (деревня города Хлынова Вознесенской церкви или Захарищевы) было дворов 20 и жителей 120, в 1926 (Захарищево 26 и 130), в 1950 35 и 99, в 1989 1064 жителя. Административно подчиняется Ленинскому району города Киров.

## Население
Постоянное население составляло 930 человек (русские 98%) в 2002 году, 895 в 2010.